# Stenopelmatoidea

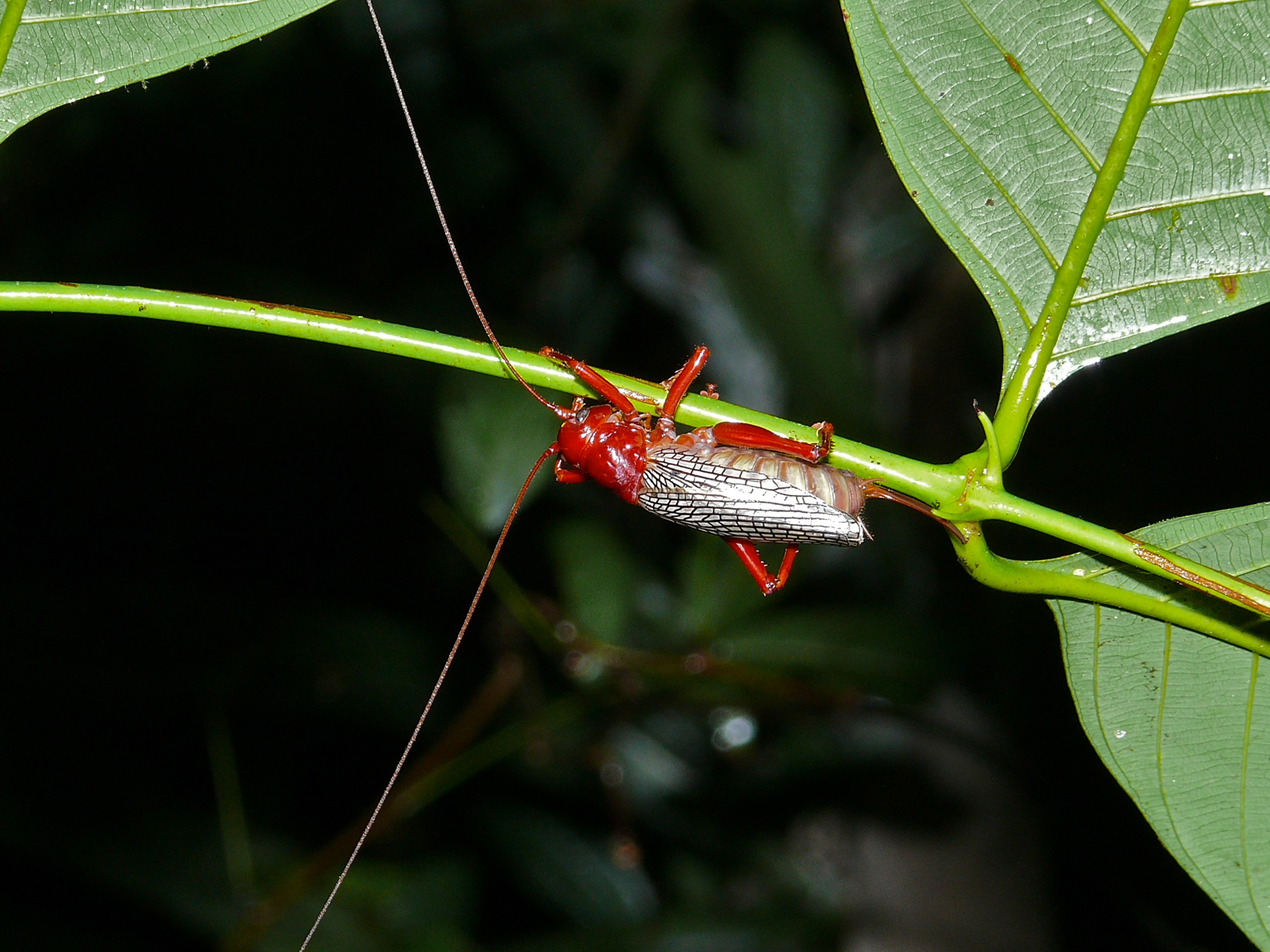
Phlebogryllacris venosa z rodziny świerszczy trzeszczących

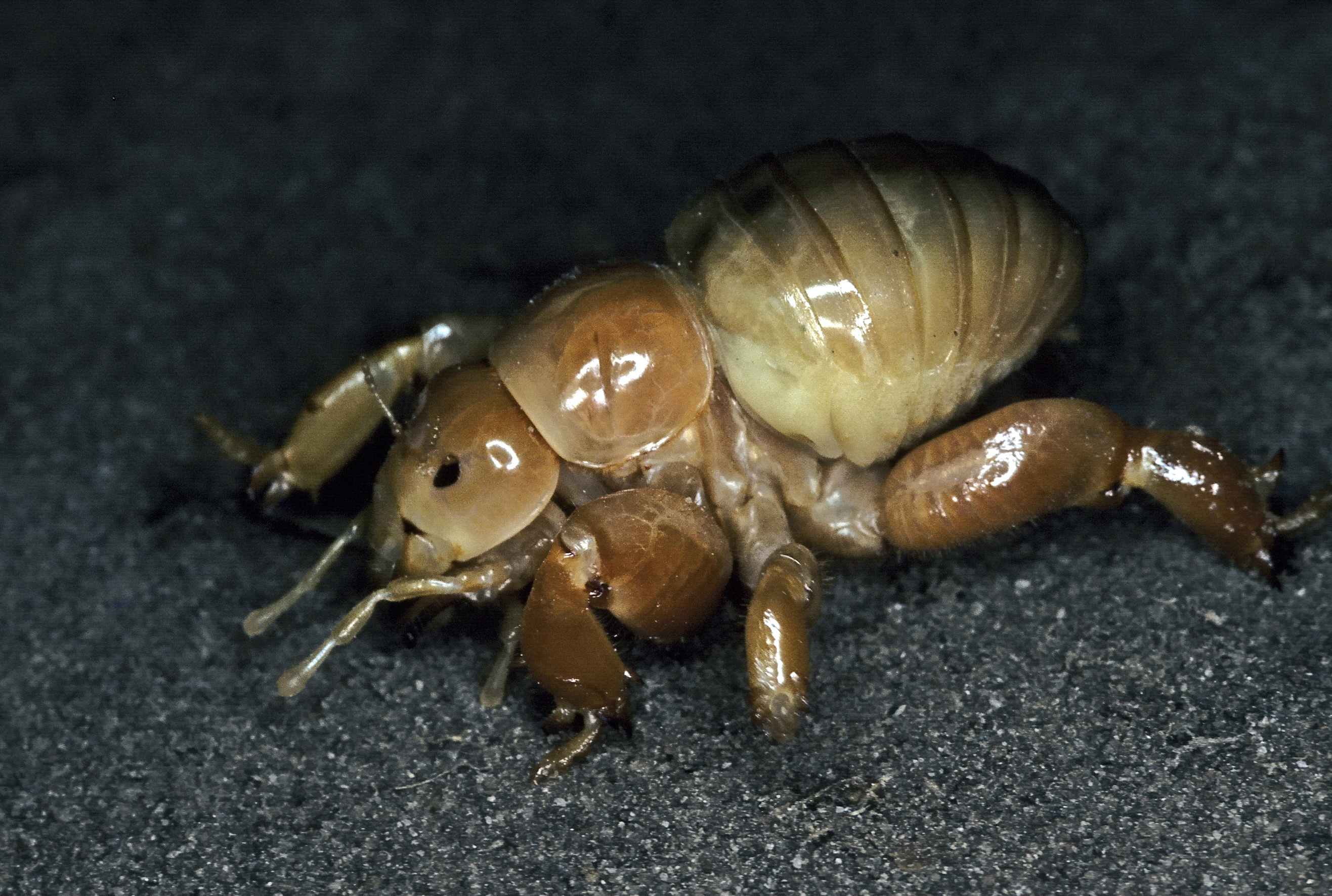
Cooloola propator z rodziny Cooloolidae

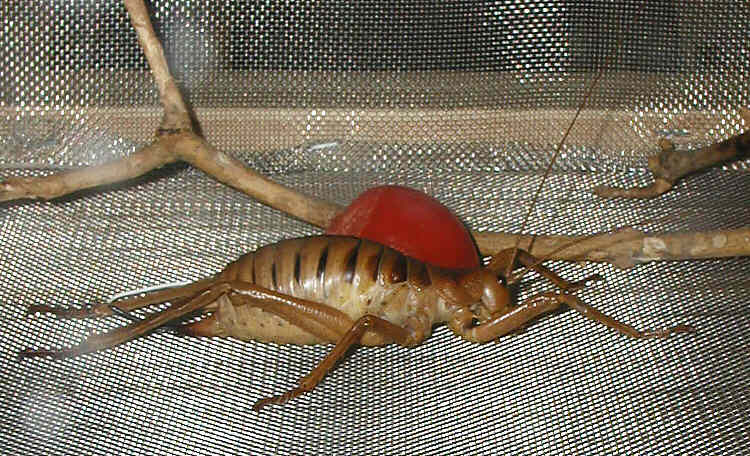
Deinacrida fallai z rodziny wet

Stenopelmatoidea – nadrodzina owadów z rzędu prostoskrzydłych z podrzędu długoczułkowych. Obejmuje ponad 900 opisanych gatunków. Występują głównie w strefie tropikalnej i subtropikalnej. W zapisie kopalnym znane są od aptu w kredzie.

## Morfologia
Owady te zwykle ubarwione są w odcieniach brązów i szarości, rzadziej spotyka się czerwień czy zieleń, natomiast formy jaskiniowe bywają białe. Ciało ich jest stosunkowo słabo zesklerotyzowane i często osiąga duże i bardzo duże jak na owady rozmiary. W rodzinie wet spotkać można formy o długości dochodzącej do 90 mm czy osiągające masę 71 g (jedne z najcięższych owadów).
Pokrywy (tegminy) mają żyłki podłużne rozmieszczone mniej lub bardziej równolegle. Zazwyczaj w ich polu kostalnym biegnie długa fałszywa żyłka kostalna, przecinająca odgałęzienia żyłki subkostalnej. Gałąź żyłki medialnej MA2 jest w pełni wykształcona  lub zlana z gałęzią 2MA1. Zakończenia tylnej żyłki kubitalnej i pierwszej z żyłek analnych (1A) leżą zazwyczaj w odsiebnej połowie pokrywy. Aparat strydulacyjny na pokrywie może występować co najwyżej w formie szczątkowej. Zamiast niego strydulacji służyć mogą niższe partie początkowych tergitów odwłoka i wewnętrzne powierzchnie ud tylnej pary, aczkolwiek również ten rodzaj aparatu strydulacyjnego może być nieobecny. Narządy bębenkowe znajdują się na goleniach odnóży przedniej pary lub wcale nie występują. Odnóża u większości gatunków mają czteroczłonowe stopy. U części gatunków stopy są wtórnie trójczłonowe, wskutek zrośnięcia się członu pierwszego i drugiego. W takich przypadkach jednak miejsce zrośnięcia jest wyraźnie widoczne. Przysadki odwłokowe są miękkie wskutek słabej sklerotyzacji. U samców niektórych gatunków są haczykowato zagięte. Samica cechuje się obecnością w pokładełku stawowych połączeń między walwami górnymi i środkowymi, środkowymi i dolnymi oraz górnymi i dolnymi.

## Ekologia i występowanie
Owady te zamieszkują rozmaite siedliska. Znaleźć tu można gatunki pustynne, stepowe, nadrzewne (arborikole) czy jaskiniowe (troglofile). Aktywne nocą, dzień spędzając np. w norach czy szczelinach skał.
Przedstawiciele nadrodziny znani są ze wszystkich krain zoogeograficznych, ale występują głównie w strefie tropikalnej i subtropikalnej. Brak ich zupełnie w Europie.

## Taksonomia
Takson ten wprowadzony został w 1838 roku przez Hermanna Burmeistera jako plemię w obrębie Locustina. Nazwę z końcówką -oidea wprowadzili późniejsi autorzy. Współcześnie do nadrodziny tej zalicza się 3 lub 4 rodziny:
- Anostostomatidae Saussure, 1859 – wety
- Cooloolidae Rentz, 1980 – przez część autorów umieszczane w obrębie Anostostomatidae
- Gryllacrididae Blanchard, 1845
- Stenopelmatidae Burmeister, 1838

Do 2015 roku opisano ich 913 gatunków, jednak faktyczna liczba gatunków współczesnych jest przypuszczalnie 2–3 razy większa.
Według wyników analizy filogenetycznej Song Hojuna z 2015 roku Stenopelmatoidea stanowią grupę siostrzaną Hagloidea, a utworzony przez te dwie nadrodziny klad stanowi grupę siostrzaną dla śpieszkowatych. Bazalną pozycję względem tych trzech grup zajmują pasikoniki. Badania metodą zegara molekularnego wskazują, że rozejście się linii ewolucyjnych Stenopelmatoidea i Hagloidea miało miejsce we wczesnej kredzie, około 142 mln lat temu (w badaniach tych uwzględniono próbki dwóch rodzajów z każdej z tych nadrodzin). Wielu badaczy przypuszcza, że Hagloidea stanowią w rzeczywistości przodków Stenopelmatoidea – hipotezę tę wysunął już Aleksandr Szarow w 1968 roku. Wskazują oni na paleoceńskie Zeuneropterinae (tradycyjnie zaliczane do Stenopelmatidae) jako przejawiające cechy pośrednie między Hagloidea oraz Stenopelmatoidea. Najstarsze skamieniałości zaliczane do tej nadrodziny pochodzą z aptu w kredzie i należą do Euclydesinae.